# Tugimaantee 27
De Tugimaantee 27 is een secundaire weg in Estland. De weg loopt van Rapla via Järvakandi naar Kergu en is 40,8 kilometer lang. 